# Vladimír Vašíček (lední hokejista)
Vladimír Vašíček (* 24. října 1952 Brno) je bývalý český hokejový obránce.

## Hokejová kariéra
V československé lize hrál za TJ ZKL/Zetor Brno. Odehrál 5 ligových sezón, nastoupil ve 142 ligových utkáních, dal 2 ligové góly a měl 7 asistencí. V nižších soutěžích hrál za TJ Ingstav Brno, VTJ Litoměřice, TJ ŽĎAS Žďár nad Sázavou a TJ Elitex Třebíč.

## Klubové statistiky
| Sezona    | Klub                     | Soutěž  | Základní část | Základní část | Základní část | Základní část | Základní část |
| Sezona    | Klub                     | Soutěž  | Z             | G             | A             | B             | TM            |
| --------- | ------------------------ | ------- | ------------- | ------------- | ------------- | ------------- | ------------- |
| 1973/1974 | TJ Ingstav Brno          | 2. liga | -             | 4             | -             | -             | -             |
| 1974/1975 | TJ ZKL Brno              | 1. liga | 21            | 0             | 1             | 1             | -             |
| 1975/1976 | TJ ZKL Brno              | 1. liga | 26            | 0             | 1             | 1             | -             |
| 1976/1977 | VTJ Litoměřice           | 3. liga | -             | -             | -             | -             | -             |
| 1977/1978 | TJ Zetor Brno            | 1. liga | 19            | 0             | 1             | 1             | 2             |
| 1978/1979 | TJ Zetor Brno            | 1. liga | 38            | 2             | 2             | 4             | 30            |
| 1979/1980 | TJ Zetor Brno            | 1. liga | 38            | 0             | 2             | 2             | 14            |
| 1980/1981 | TJ ŽĎAS Žďár nad Sázavou | 2. liga | -             | 3             | -             | -             | -             |
| 1981/1982 | TJ ŽĎAS Žďár nad Sázavou | 2. liga | -             | 0             | -             | -             | -             |
| 1982/1983 | TJ Elitex Třebíč         | 3. liga | -             | 2             | -             | -             | -             |